# Bartkowa
Bartkowa (prononciation : [bartˈkɔva]) est une localité polonaise de la gmina de Gródek nad Dunajcem, située dans le powiat de Nowy Sącz en voïvodie de Petite-Pologne.